# Coleophora betica
Coleophora betica é uma espécie de mariposa do gênero Coleophora pertencente à família Coleophoridae.